# Peristylus prainii
Peristylus prainii là một loài thực vật có hoa trong họ Lan. Loài này được (Hook.f.) Kraenzl. mô tả khoa học đầu tiên năm 1898.